# Sorsavesi
Sorsavesi är en sjö i Finland. Den ligger i kommunerna Leppävirta och Pieksämäki i landskapen Norra Savolax och Södra Savolax, i den centrala delen av landet, 290 km nordost om huvudstaden Helsingfors. Sorsavesi ligger 98 meter över havet. Den är 61,5 meter djup. Arean är 54,98 kvadratkilometer och strandlinjen är 386,79 kilometer lång. Sjön  ingår i Vuoksens huvudavrinningsområde.   I omgivningarna runt Sorsavesi växer i huvudsak blandskog.